# Ucieczka do Egiptu (obraz El Greca)
Ucieczka do Egiptu – obraz hiszpańskiego malarza pochodzenia greckiego Dominikosa Theotokopulosa, znanego jako El Greco.
Jacques Lassaigne datuje obraz na lata 1561–1565, rok po przybyciu EL Greca do Wenecji. Hipoteza taka przesuwa przyjętą datę przybycia malarza do Wenecji o sześć lat wstecz a datę obrazu o 4–5 lat.

## Geneza
Obraz podejmuje temat ucieczki Świętej Rodziny, będącej następstwem prześladowań Heroda. Epizod został opisany głównie w Ewangelii Mateusza: 

Gdy oni odjechali oto anioł Pański ukazał się Józefowi we śnie i rzekł: „Wstań, weź Dziecię i Jego Matkę i uchodź do Egiptu; pozostań tam, aż ci powiem; bo Herod będzie szukał Dziecięcia, aby je zgładzić”. On wstał, wziął w nocy Dziecię i Jego Matkę i udał się do Egiptu; tam pozostał aż do śmierci Heroda. Tak miało się spełnić słowo, które Pan powiedział przez Proroka: Z Egiptu wezwałem Syna mego. (Mt 2:13-15)

## Opis obrazu
Jest to jedno z pierwszych dzieł El Greca powstałych pod koniec pobytu malarza w Wenecji.
El Greco przedstawił Józefa ciągnącego za kantar osła, na którym siedzi Maria z małym Jezusem. Zwierzę musi przejść przez wąski most, ale stawia opór. Kompozycja obrazu zbudowana jest wokół ruchu napinającego się świętego i osła ciągnącego w drugą stronę. Falisty ruch spiralny rozpoczyna się od Józefa poprzez osła, a następnie Marię siedzącą frontalnie do drogi. Pomiędzy postaciami znajdują się dwa drzewa, które wraz z pofałdowanym krajobrazem uzupełniają ten ruch. Styl dzieła niewątpliwie nawiązuje do malarstwa Bassana i Tintoretta, paleta podobna jest do tej wykorzystanej w Chrystusie uzdrawiającego ślepca.
Postać świętego Józefa podobna jest do jednego z apostołów z Chrystusa uzdrawiającego ślepca tyle że jest odwrócona. Twarz Marii natomiast podobna jest twarzy Dziewicy z Tryptyku modeńskiego.

## Proweniencja
Na rewersie obrazu znajduje się monogram dGH zwieńczony koroną oraz liczba 933 pochodząca ze zbiorów Gaspar de Haro y Guzman, który był ambasadorem Hiszpanii w Rzymie, a następnie wicekrólem Neapolu w latach 1682–1687. Obraz występował tylko raz w inwentarzu jego kolekcji z Rzymu sporządzonym w latach 1682/1683. O obrazie nie wspominano więcej aż do 1904 roku, kiedy to został wystawiony na wystawie malarstwa perspektywicznego w Bilbao. Właścicielem obrazu był Antonio Gorostiza. Pierwsza wzmianka na temat obrazu autorstwa malarza Dariusa Regoyosa, pojawiła się przy okazji opisu innego dzieła El Greca pt.Stygmatyzacja św. Franciszka z kolekcji Zuloaga.